# Рідімаліядда (підрозділ окружного секретаріату)
Підрозділ окружного секретаріату Рідімаліядда — підрозділ окружного секретаріату округу Бадулла, провінції Ува, Шрі-Ланка. Складається з 42 Грама Ніладхарі.